# Benoît Tréluyer
Benoît Tréluyer, né le 7 décembre 1976 à Alençon (Orne), est un pilote automobile français.

## Biographie

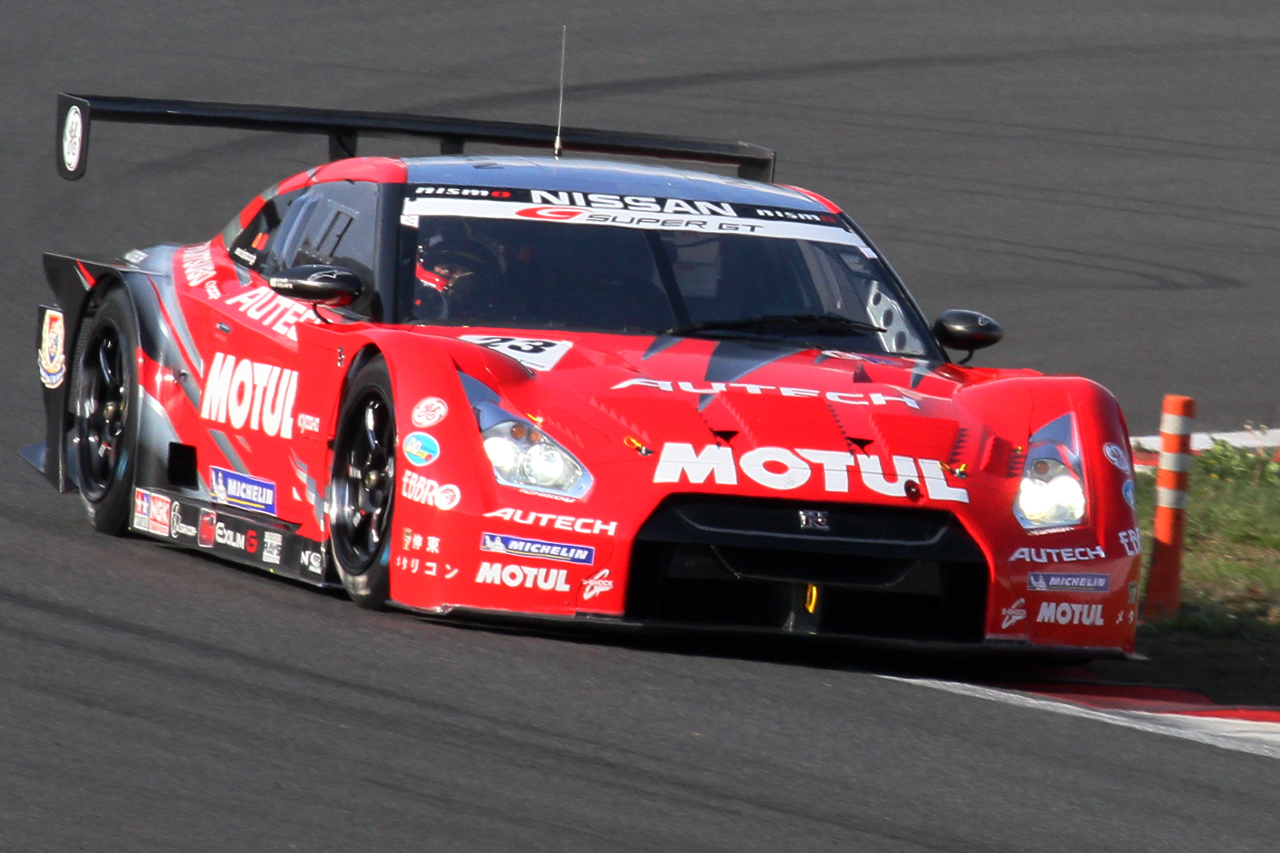
Benoît Tréluyer lors des qualifications des 400 km de Fuji en 2010

Jeune, Benoît Tréluyer est un passionné de sport à moteur et n'hésite pas à mettre les mains dans le cambouis. Après avoir fait de la moto, il s'essaye au kart en 1990. Il commence sa carrière en sport automobile par le championnat de Formule Campus en 1995, après avoir été finaliste du volant Elf-A.C.O. en 1994. Il accède ensuite au championnat de France de Formule Renault (en 1996 et 1997). Il signe sa première victoire au Mans en Formule Renault avec le Team RenCar. Il accède au Championnat de France de Formule 3 en 1998 avec l'équipe Signature, et signe sa première pole position sous la pluie de Nogaro. Toujours avec Signature, il remporte son premier véritable succès lors Grand Prix de Pau de Formule 3, qui réunit les meilleurs pilotes européens de la spécialité, et termine la saison 1999 à la 3e place du Championnat de France. Une performance toutefois insuffisante pour lui permettre de décrocher une place à l'échelon supérieur, le championnat international de Formule 3000.
Tréluyer décide alors de donner une toute nouvelle orientation à sa carrière en partant s'exiler au Japon. À partir de 2000, il dispute le championnat du Japon de Formule 3 avec le Team Inging, discipline qu'il remporte en 2001 avec le Team Dome, signant 15 victoires et 13 pole positions. Il attire donc l'attention et prend le volant d'une Honda NSX du Team Dome en Super GT pour 3 courses en 2001. Il s'ouvre aussi les portes en 2002 du renommé championnat de Formula Nippon, dont il est devenu, après une année d'apprentissage, l'un des hommes forts (vice-champion en 2003), jusqu'à remporter le titre en 2006 avec le Team Impul. Il termine à nouveau vice-champion en 2007 (à 1 point de son coéquipier Tsugio Matsuda) puis en 2009 (cette fois derrière son compatriote Loïc Duval). Fin 2009, il décide de mettre un terme à sa carrière en Formula Nippon pour se concentrer sur les épreuves d'endurance, en Europe et au Japon.
Comme la plupart des pilotes de Formula Nippon, Tréluyer dispute en parallèle le championnat de Super GT. Pilote officiel Nissan depuis 2002, il a ainsi remporté en 2006 les 1000 km de Suzuka (en équipage avec Jérémie Dufour et Kazuki Hoshino), l'épreuve phare de la saison, puis a décroché le titre en 2008, en équipage avec Satoshi Motoyama.
Il participe aux 24 Heures du Mans pour la première fois en 2002 sur une Viper et devient pilote de l'écurie Pescarolo Sport en 2004. Après avoir participé au 24 Heures du Mans 2009 avec un prototype Peugeot 908 HDi FAP de l'écurie Pescarolo Sport, il est choisi en 2010 par Audi pour piloter une des trois R15 officielles. Il termine à la seconde place, avant de s'imposer les deux années suivantes au volant de la nouvelle Audi R18 TDI. En 2012, il devient champion du monde du nouveau Championnat du monde d'endurance FIA en compagnie d'André Lotterer et de Marcel Fässler. En 2014, toujours avec ses deux compagnons d'écurie il ajoute à son palmarès une 3e victoire aux 24 Heures du Mans.
Il a épousé Mélanie Reiss, avec qui il a eu un fils en 2006.
Début 2024, il annonce la création de sa propre équipe : Trajectus Motorsport. Celle-ci est présente dans les championnats Ligier JS Cup France, Fun Cup et en championnat de France des rallyes.

## Palmarès

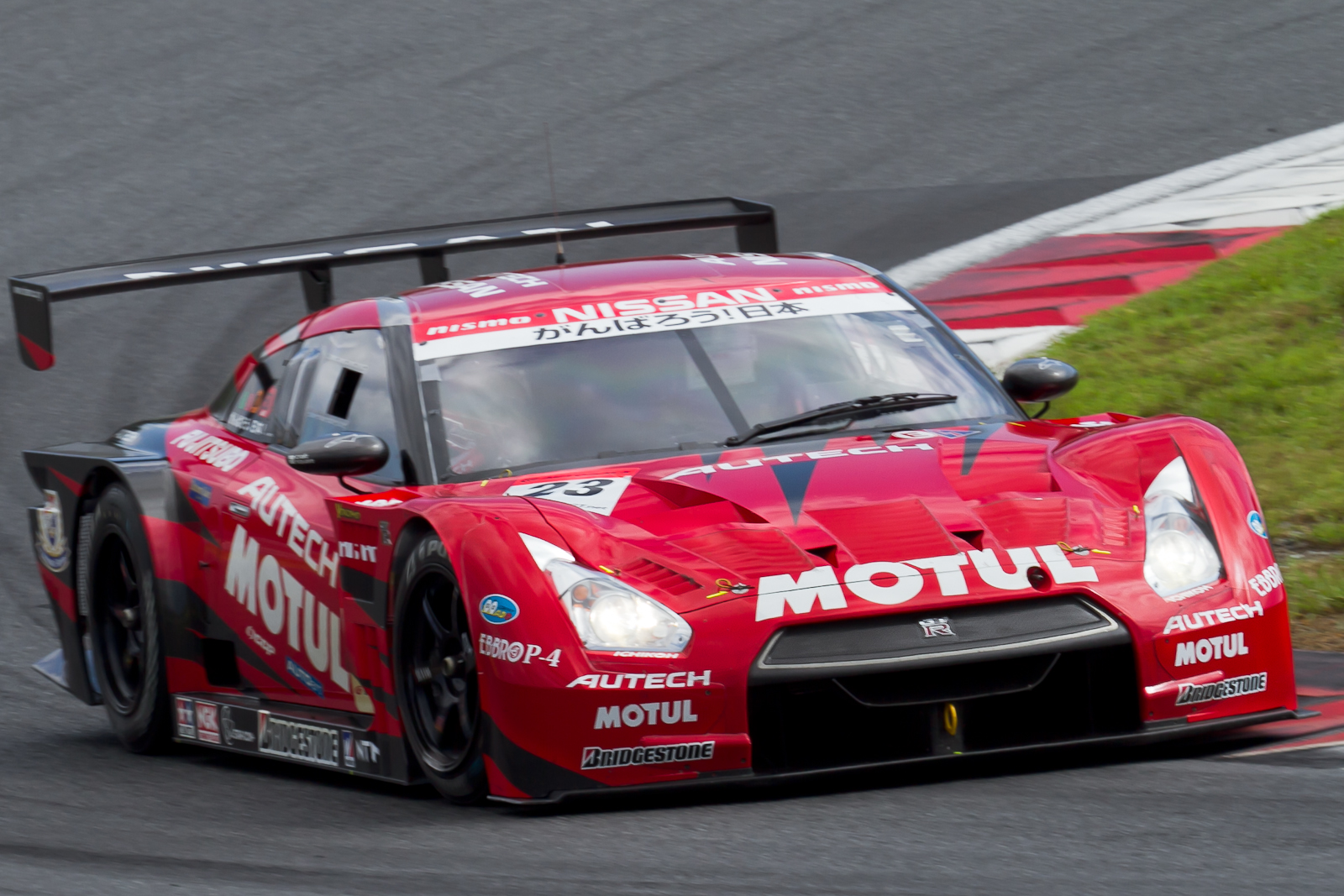
Benoît Tréluyer lors des 250 km de Fuji en 2011

- 1999 : Vainqueur du Grand Prix de Pau en Formule 3 (et Coupe d'Europe de Formule 3, avec Dallara-Renault team Signature).
- 2001 : Champion du Japon de Formule 3 avec 15 victoires en 19 courses.
- 2003 : Vice-champion de Formula Nippon avec 2 victoires.
- 2003 et 2004 : 300 km de Suzuka.
- 2006 : Champion de Formula Nippon - vainqueur des 1 000 kilomètres de Suzuka.
- 2007 : Vice-champion de Formula Nippon avec 1 victoire
- 2008 : Champion du Japon de Super GT
- 2009 : Vice-champion de Formula Nippon avec 1 victoire
- 2011 : Vice-champion de Super GT avec 3 victoires
- 2011 : Vainqueur des 24 Heures du Mans
- 2012 : Vainqueur du Championnat du monde d'endurance FIA avec 3 victoires (24 Heures du Mans, 6 Heures de Silverstone et 6 Heures de Bahreïn)
- 2013 : Vainqueur des 12 Heures de Sebring, 6 Heures de Spa, 6 Heures de São Paulo et des 6 Heures de Shanghai
- 2014 : Vainqueur des 24 Heures du Mans et des 6 Heures du circuit des Amériques
- 2015 : Vainqueur des 6 Heures de Silverstone et des 6 Heures de Spa

## Résultats aux 24 Heures du Mans

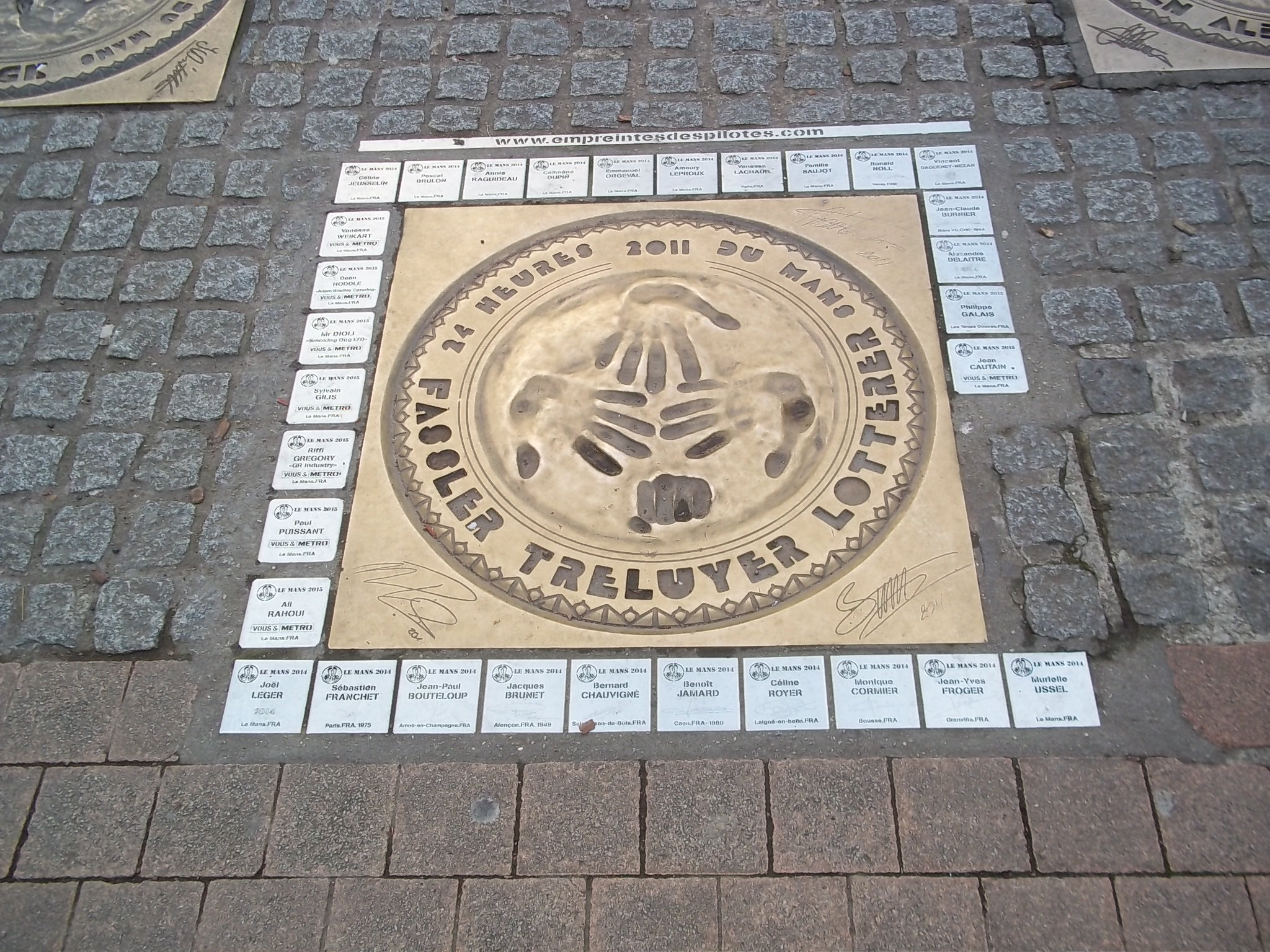
Empreintes des vainqueurs des 24 heures 2011 - Walk of fame - Le Mans

| Année | Classe | no | Pneumatiques | Véhicule                                                       | Écuries                     | Équipiers                               | Tours | Pos. | Classe Pos. |
| ----- | ------ | -- | ------------ | -------------------------------------------------------------- | --------------------------- | --------------------------------------- | ----- | ---- | ----------- |
| 2002  | GTS    | 52 | M            | Chrysler Viper GTS-R Chrysler 8.0L V10                         | Équipe de France FFSA Oreca | Jonathan Cochet Jean-Philippe Belloc    | 326   | 14e  | 3e          |
| 2004  | LMP1   | 18 | M            | Pescarolo C60 Judd GV5 5.0L V10                                | Pescarolo Sport             | Soheil Ayari Érik Comas                 | 361   | 4e   | 4e          |
| 2007  | LMP1   | 17 | M            | Pescarolo 01 Judd GV5.5 S2 5.5L V10                            | Pescarolo Sport             | Harold Primat Christophe Tinseau        | 325   | 13e  | 13e         |
| 2008  | LMP1   | 17 | M            | Pescarolo 01 Judd GV5.5 S2 5.5L V10                            | Pescarolo Sport             | Harold Primat Christophe Tinseau        | 362   | 7e   | 7e          |
| 2009  | LMP1   | 17 | M            | Peugeot 908 HDi FAP Peugeot HDi 5.5L Turbo V12 (Diesel)        | Pescarolo Sport             | Simon Pagenaud Jean-Christophe Boullion | 210   | ABD. | ABD.        |
| 2010  | LMP1   | 8  | M            | Audi R15+ TDI Audi TDI 5.5L Turbo V10 (Diesel)                 | Audi Sport Team Joest       | Marcel Fässler André Lotterer           | 396   | 2e   | 2e          |
| 2011  | LMP1   | 2  | M            | Audi R18 TDI Audi TDI 3.7L Turbo V6 (Diesel)                   | Audi Sport Team Joest       | Marcel Fässler André Lotterer           | 355   | 1er  | 1er         |
| 2012  | LMP1   | 1  | M            | Audi R18 e-tron quattro Audi TDI 3.7L Turbo V6 (Hybrid Diesel) | Audi Sport Team Joest       | Marcel Fässler André Lotterer           | 378   | 1er  | 1er         |
| 2013  | LMP1   | 1  | M            | Audi R18 e-tron quattro Audi TDI 3.7L Turbo V6 (Hybrid Diesel) | Audi Sport Team Joest       | Marcel Fässler André Lotterer           | 338   | 5e   | 5e          |
| 2014  | LMP1-H | 2  | M            | Audi R18 e-tron quattro Audi TDI 4.0L Turbo V6 (Hybrid Diesel) | Audi Sport Team Joest       | Marcel Fässler André Lotterer           | 379   | 1er  | 1er         |
| 2015  | LMP1   | 7  | M            | Audi R18 e-tron quattro Audi TDI 4.0L Turbo V6 (Hybrid Diesel) | Audi Sport Team Joest       | Marcel Fässler André Lotterer           | 393   | 3e   | 3e          |
| 2016  | LMP1   | 7  | M            | Audi R18 Audi TDI 4.0L Turbo Diesel V6 (Hybrid)                | Audi Sport Team Joest       | Marcel Fässler André Lotterer           | 367   | 4e   | 4e          |

## Résultats aux 12 Heures de Sebring
| Année | Classe | no | Pneumatiques | Véhicule                                                       | Écuries               | Équipiers                     | Tours | Pos. | Classe Pos. |
| ----- | ------ | -- | ------------ | -------------------------------------------------------------- | --------------------- | ----------------------------- | ----- | ---- | ----------- |
| 2012  | P1     | 1  | M            | Audi R18 TDI Audi TDI 3.7L Turbo V6 (Diesel)                   | Audi Sport Team Joest | Marcel Fässler André Lotterer | 310   | 16e  | 5e          |
| 2013  | P1     | 1  | M            | Audi R18 e-tron quattro Audi TDI 3.7L Turbo V6 (Hybrid Diesel) | Audi Sport Team Joest | Marcel Fässler Oliver Jarvis  | 364   | 1er  | 1er         |

## Résultats aux 24 Heures de Spa
| Année | Classe | no | Pneumatiques | Véhicule                        | Écuries                    | Équipiers                           | Tours | Pos. | Classe Pos. |
| ----- | ------ | -- | ------------ | ------------------------------- | -------------------------- | ----------------------------------- | ----- | ---- | ----------- |
| 2014  | Pro    | 2  | P            | Audi R8 LMS Ultra Audi 5.2L V10 | Belgian Audi Club Team WRT | Marcel Fässler André Lotterer       | 516   | 12e  | 8e          |
| 2017  | Pro    | 6  | P            | Audi R8 LMS Audi 5.2L V10       | Belgian Audi Club Team WRT | Nathanaël Berthon Stéphane Richelmi | 104   | ABD. | ABD.        |

## Championnat du monde d'endurance (WEC)
| Année | Écurie                | Classe | Châssis                 | Moteur                                  | 1       | 2     | 3     | 4       | 5       | 6      | 7       | 8     | 9     | Pos. | Points |
| ----- | --------------------- | ------ | ----------------------- | --------------------------------------- | ------- | ----- | ----- | ------- | ------- | ------ | ------- | ----- | ----- | ---- | ------ |
| 2012  | Audi Sport Team Joest | LMP1   | Audi R18 e-tron quattro | Audi TDI 3.7L Turbo V6 (Hybrid Diesel)  | SEB 11  | SPA 2 | LMS 1 | SIL 1   | SÃO 2   | BHR 1  | FUJ 2   | SHA 3 |       | 1er  | 172.5  |
| 2013  | Audi Sport Team Joest | LMP1   | Audi R18 e-tron quattro | Audi TDI 3.7L Turbo V6 (Hybrid Diesel)  | SIL 2   | SPA 1 | LMS 5 | SÃO 1   | COA 3   | FUJ 14 | SHA 1   | BHR 2 |       | 2e   | 149.25 |
| 2014  | Audi Sport Team Joest | LMP1   | Audi R18 e-tron quattro | Audi TDI 4.0 L Turbo V6 (Hybrid Diesel) | SIL Ret | SPA 5 | LMS 1 | COA 1   | FUJ 6   | SHA 4  | BHR 4   | SÃO 5 |       | 2e   | 127    |
| 2015  | Audi Sport Team Joest | LMP1   | Audi R18 e-tron quattro | Audi TDI4.0 L Turbo V6 (Hybrid Diesel)  | SIL 1   | SPA 1 | LMS 3 | NÜR 3   | COA 2   | FUJ 3  | SHA 3   | BHR 2 |       | 2e   | 161    |
| 2016  | Audi Sport Team Joest | LMP1   | Audi R18                | Audi TDI 4.0 L Turbo Diesel V6 (Hybrid) | SIL EX  | SPA 5 | LMS 4 | NÜR INJ | MEX INJ | COA 6  | FUJ Ret | SHA 6 | BHR 2 | 6e   | 70     |

## Blancpain GT Series Endurance Cup
| Année | Écurie                     | Classe | Châssis     | 1       | 2       | 3       | 4       | 5     | Pos. | Points |
| ----- | -------------------------- | ------ | ----------- | ------- | ------- | ------- | ------- | ----- | ---- | ------ |
| 2017  | Belgian Audi Club Team WRT | Pro    | Audi R8 LMS | MNZ DNS | SIL Ret | PAU Ret | SPA Ret | CAT 9 | 57e  | 2      |